# Menswear
Menswear (parfois stylisé Menswe@r) est un groupe de britpop.

## Histoire
Les débuts du groupe viennent d'un article de Select sur un supposé mod revival à Londres mené par Graham Coxon. Chris Gentry et Johnny Dean, deux personnes étroitement associées à la scène britpop bourgeonnante, font référence à un nouveau groupe à succès sans label (Menswear) alors que le groupe n'existe pas encore. Ils font la couverture de Melody Maker alors qu'il n'y a aucun enregistrement. Son style vestimentaire s'inspire du mod. Gentry et Dean ont une seule chanson, Daydreamer, puis rapidement recrutent leur ami Simon White, qui contribue à I'll Manage Somehow pour ajouter à la setlist nécessaire de leur prochain concert dans un club de Regent Street, le Smashing.
Après des enchères entre maisons de disques, ils signent pour London Records contre 90 000 £ et un revenu lucratif lucratif de 18,5% après leur cinquième concert. Peu de temps après, ils ont signé un contrat d'édition de 500 000 £ malgré le fait qu'ils n'aient que sept chansons dans leur répertoire.
Le groupe apparaît dans Top of the Pops une semaine avant la sortie de son premier single, I'll Manage Somehow. Le deuxième single Daydreamer atteint la quatorzième place du UK Singles Chart ; mais le groupe se voit accusé de plagier Wire, sans que cela soit fondé.
Menswear sort son premier album Nuisance en 1995. Il joue au Glastonbury Festival la même année. Trois autres singles tirés de l'album paraissent, le dernier Being Brave (sorti début 1996) atteint le top 10.
Un autre single, We Love You, paraît pendant l'été 1996, il est 22e du UK Singles Chart et marque un changement dans la direction musicale du groupe. Le batteur Matt Everitt est viré et rejoint The Montrose Avenue.
Dissolution et projets solos
En 1997, le groupe se sépare du label Laurel après avoir livré son deuxième album plutôt country rock Hay Tiempo!. Il est seulement publié au Japon en 1998. Le groupe donne son dernier concert au Camden Palace la même année. Le groupe se sépare à cause de problèmes avec la maison de disque, comme le laissera entendre Johnny Dean dans son blog.
Stuart Black forme un nouveau groupe, Messiah, qui dure jusqu'en 2000. Le guitariste Chris Gentry vient dans Vatican DC. Simon White joue et fait des tournées avec des artistes dont Finley Quaye. Le batteur Todd Parmenter part pour jouer dans son groupe Heck.
Le chanteur Johnny Dean est diagnostiqué du syndrome d'Asperger en 2008 et milite avec la National Autistic Society en exprimant le tourment qu'il a éprouvé avant son diagnostic et son désir de sensibiliser au trouble du spectre de l'autisme. Le 7 juin 2013, Johnny Dean donne son premier concert avec Nuis@nce Band avec des reprises de David Bowie au profit de la National Autistic Society.
Reformation
Johnny Dean et les nouveaux membres de Menswear donnent son premier concert le 16 août 2013. L'événement à guichets fermés a été au profit de l'association de santé mentale PMA Sport's Academy et de la campagne #TimeToChange que Johnny Dean présente.
Le 26 mars 2014, le groupe donne un concert au Bush Hall de Londres, en ouvrant avec Crash 14, une nouvelle chanson adaptée d'un titre d'une face B de 1996. Elle sort deux mois plus tard.
Menswear joue dans le cadre du festival Shiiine On Weekender (du 6 au 9 novembre 2015), aux côtés des Happy Mondays, Peter Hook, The Wedding Present, 808 State et The Orb. Ce sera le dernier concert, célébrant les 20 ans depuis la sortie du premier album Nuisance. Un message sur Twitter en août 2016 annonce la dissolution du groupe. Dean crée ensuite un nouveau groupe, Fxxk Explosion.

## Discographie
Albums studio
- 1996 : Nuisance
- 1998 : Hay Tiempo!

Compilations
- 2020 : The Menswear Collection (Coffret 4CD : les 2 albums studio remastérisés + titres bonus : Live, remixes, Démos, faces B, raretés,...)

Singles
- 1995 : I'll Manage Somehow
- 1995 : Daydreamer
- 1995 : Stardust
- 1995 : Sleeping In
- 1996 : Being Brave
- 1996 : We Love You
- 2014 : Crash '14

## Membres
- Johnny Dean : chant (1994-1998, 2013–2016)
- Steve Horry : guitare (2013-2016)
- Robert Smith : guitare (2013-2016)
- Dexy Klepacz : basse (2013-2016)
- Jon Sheehan : claviers (2013-2016)
- Lee Macey : batterie (2013-2016)
- Emma Cooper : chœur, saxophone (2013-2016)
- Fran Levin : chœur, violon (2013)
- Mira Manga : chœur (2013)
- Chris Gentry : guitare (1994-1998)
- Simon White : guitare (1994-1998)
- Stuart Black : basse (1994-1998)
- Matt Everitt : batterie (1994-1996)
- Darren « Tud » Tudgay : batterie (1996-1998)
- Todd Parmenter : batterie (1994)